# Mistrovství České republiky v atletice 2019
50. mistrovství České republiky v atletice 2019 se konalo ve dnech 26.–27. července 2019 na stadionu v areálu Pod Palackého vrchem v Brně, pořadatelem je místní klub AC Moravská Slavia Brno.

## Medailisté

### Muži
| Soutěž                             | Zlato                                  | Stříbro                                    | Bronz                                |
| 100 m                              | Jan Veleba 10.16                       | Zdeněk Stromšík 10.17                      | Dominik Záleský 10.24                |
| 200 m                              | Pavel Maslák 20.90                     | Jan Veleba 21.04                           | Jan Jirka 21.06                      |
| 400 m                              | Patrik Šorm 46.73                      | Jakub Veselý 47.49                         | Lukáš Hodboď 47.61                   |
| 800 m                              | Filip Šnejdr 1:47.05                   | Hakim Saleh 1:48.01                        | Tomáš Vystrk 1:48.86                 |
| 1500 m                             | Jakub Holuša 3:44.96                   | Filip Sasínek 3:46.50                      | Viktor Šinágl 3:48.43                |
| 5000 m                             | Jan Friš 14:29.05                      | Jiří Homoláč 14:32.28                      | Roman Budil 14:33.76                 |
| 10000 m Břeclav 27. 4. 2019        | David Foller 31:15,90                  | Dominik Sádlo 31:21,07                     | Kamil Krunka 31:28,37                |
| Maratonský běh Praha 5. 5. 2019    | Vít Pavlišta 2:16:30                   | Jiří Homoláč 2:21:23                       | Petr Pechek 2:22:21                  |
| 110 m př.                          | Jiří Sýkora 14.15                      | Michal Brož 14.19                          | David Ryba 14.23                     |
| 400 m př.                          | Vít Müller 49.59                       | Jan Tesař 50.50                            | Martin Tuček 50.93                   |
| 3000 m př.                         | Jáchym Kovář 09:01.97                  | Damián Vích 09:05.30                       | David Foller 09:07.30                |
| 4 × 100 m                          | Koška Holub Jíra Hampl 40.65           | Grabmuller Tlustý Svoboda J. Pekárek 40.75 | Ličman Maruštík Rež Procházka 41.26  |
| 4 × 400 m                          | Desenský Blatník Hodboď Müller 3:13.11 | Mach Růžička Grabmüller Šnejdr 3:13.33     | Suchánek Vystrk Kotyza Tuček 3:14.15 |
| Skok do výšky                      | Martin Heindl 2.21                     | Josef Adámek 2.17                          | Marek Bahník 2.17                    |
| Skok o tyči                        | Jan Kudlička 5.44                      | Matěj Ščerba 5.36                          | David Holý 5.21                      |
| Skok daleký                        | Radek Juška 7.72                       | Jan Vondráček 7.60                         | Jan JIrásek 7.20                     |
| Trojskok                           | Ondřej Vodák 16.02                     | Jiří Vondráček 15.79                       | Tomáš Janeček 15.38                  |
| Vrh koulí                          | Tomáš Staněk 19.81                     | Martin Novák 18.31                         | David Tupý 17.34                     |
| Hod diskem                         | Marek Bárta 62.32                      | Tomáš Voňavka 58.27                        | Jan Marcell 55.02                    |
| Hod kladivem                       | Miroslav Pavlíček 69.60                | Patrik Hájek 63.92                         | Daniel Čapek 58.39                   |
| Hod oštěpem                        | Jakub Vadlejch 83.22                   | Vítězslav Veselý 79.27                     | Petr Frydrych 75.03                  |
| Desetiboj Zlín 31. 5. – 2. 6. 2019 | Jan Doležal 8142 bodů                  | Marek Lukáš 7892 bodů                      | Ondřej Kopecký 7627 bodů             |
| 20 km chůze Poděbrady 6. 4. 2019   | Lukáš Gdula 1:27:14                    | Vít Hlaváč 1:28:56                         | Tomáš Hlavenka 1:33:49               |
| 50 km chůze Dudince 23. 3. 2019    | Lukáš Gdula 3:59:33                    | Tomáš Hlavenka 4:20:12                     | Vít Hlaváč 4:30:46                   |

### Ženy
| Soutěž                            | Zlato                                                   | Stříbro                                          | Bronz                                        |
| 100 m                             | Klára Seidlová 11.38                                    | Nikola Bendová 11.41                             | Marcela Pírková 11.51                        |
| 200 m                             | Marcela Pírková 23.56                                   | Nikola Bendová 23.86                             | Nicoleta Turnerová 24.13                     |
| 400 m                             | Lada Vondrová 51.71                                     | Zuzana Hejnová 52.44                             | Tereza Petržilková 53.47                     |
| 800 m                             | Kristiina Sasínek Mäki 2:08.41                          | Vendula Hluchá 2:08.84                           | Diana Mezuliáníková 2:09.10                  |
| 1500 m                            | Kristiina Sasínek Mäki 4:25.95                          | LUcie Sekanová 4:27.25                           | Renata Vocásková 4:28.96                     |
| 5000 m                            | Moira Stewartová 16:22.74                               | Aneta Chlebíková 16:32.33                        | Tereza Hrochová 16:43.24                     |
| 10000 m Břeclav 27. 4. 2019       | Moira Stewartová 33:24,58                               | Hana Homolková 36:21,26                          | Martina Vévodová 37:24,25                    |
| Maratonský běh Praha 5. 5. 2019   | Petra Pastorová 2:42:22                                 | Tereza Ďurdiaková 2:47:16                        | Barbora Jíšová 2:48:09                       |
| 100 m př.                         | Lucie Koudelová 13.34                                   | Helena Jiranová 13.39                            | Tereza Vokálová 13.73                        |
| 400 m př.                         | Tereza Jonášová 59.16                                   | Lucie Pertlíková 59.41                           | Michaela Bičianová 59.81                     |
| 3000 m př.                        | Eva Krchová 10:13.76                                    | Tereza Hrochová 10:33.12                         | Lucie Svobodová 10:57.27                     |
| 4 × 100 m                         | Seidlová Pírková Domská Jiranová 44.43                  | Kobianová B. Dvořáková Hofmanová Koudelová 44.93 | Pichalová Hettlerová Suchá Majerová 46.12    |
| 4 × 400 m                         | Jonášová Suráková Hettlerová Tereza Petržilková 3:40.29 | Hofmanová Červinová Bičianová Pírková 3:45.02    | Staňková Šimková Matějková Ulrichová 3:48.87 |
| Skok do výšky Náměstí Svobody     | Bára Sajdoková 1.80                                     | Oldřiška Marešová 1.76                           | Denisa Majerová 1.76                         |
| Skok o tyči                       | Romana Maláčová 4.40                                    | Amálie Švábíková 4.27                            | Nikola Pőschlová 4.01                        |
| Skok daleký                       | Barbora Hůlková 6.37                                    | Kateřina Cachová 6.28                            | Michaela Kučerová 6.27                       |
| Trojskok                          | Emma Maštalířová 12.42                                  | Lucie Májková 12.40                              | Šárka Vachatá 12.34                          |
| Vrh koulí                         | Markéta Červenková 17.28                                | Petra Klementová 15.21                           | Gabriela Pallová 14.57                       |
| Hod diskem                        | Eliška Staňková 57.16                                   | Markéta Červenková 48.82                         | Lenka Matoušková 45.63                       |
| Hod kladivem                      | Kateřina Šafránková 67.25                               | Tereza Králová 64.15                             | Pavla Kuklová 62.07                          |
| Hod oštěpem                       | Barbora Špotáková 63.14                                 | Irena Šedivá 57.66                               | Nikola Ogrodníková 56.36                     |
| Sedmiboj Zlín 31. 5. – 2. 6. 2019 | Jana Novotná 5905 bodů                                  | Kateřina Dvořáková 5671 bodů                     | Barbora Dvořáková 5350 bodů                  |
| 20 km chůze Poděbrady 6. 4. 2019  | Anežka Drahotová 1:35:43                                | Veronika Janošíková 1:49:08                      | Štěpánka Pohlová Kučerová 1:56:30            |